# Aivis Ronis
Pour les articles homonymes, voir Ronis.
Aivis Ronis, né le 20 mai 1968 à Kuldīga, est un diplomate letton. 

## Biographie
Il a été haut fonctionnaire du ministère des Affaires étrangères de Lettonie de 1991 à 2000, excepté entre 1993 et 1995, lorsqu'il était premier secrétaire d'ambassade à Stockholm. Il retrouve ensuite le corps diplomatique, représentant son pays aux États-Unis puis à l'OTAN.
Le 29 avril 2010, il prend la succession de Māris Riekstiņš comme ministre des Affaires étrangères, mais il est remplacé le 3 novembre suivant par Ģirts Valdis Kristovskis. Il rejoint ensuite le secteur privé, avant d'être rappelé au gouvernement, le 25 octobre 2011, au poste de ministre des Transports. Il est remplacé, le 1er mars 2013 par Anrijs Matīss.